# Агралы, Явуз
Явуз Агралы (тур. Yavuz Ağralı; род. 9 апреля 1992, Бингёль) — турецкий бегун на длинные дистанции, который получил право представлять страну в марафоне на летних Олимпийских играх 2020 года в Токио. Специализируется в марафоне.

## Биография
Явуз Агралы родился на востоке Турции в городе Бингёле 9 апреля 1992 года. Специализируясь в марафонском беге, он стал членом спортивного клуба Zeytinburnu Beştelsiz из Стамбула.

## Карьера
Агралы занял второе место на Загребском полумарафоне 2014 года, проходившем в рамках Балканского чемпионата. Он выиграл Загребский марафон, преодолев дистанцию за 2 часа 18 минут и 22 секунды, этот забег проводился в рамках Балканского чемпионата 2017 года.
В 2015 году в беге на 15 километров показал лучший результат в карьере, пробежав дистанцию за 48 минут и 16 секунд в Мерсине.
На чемпионате Европы 2016 года в Амстердаме Явуз участвовал в полумарафоне, где занял лишь 73-е место с результатом 1:09.41.
На чемпионате Европы 2018 года в Берлине занял 23-е место, преодолев марафонскую дистанцию за 2:18.46.
В 2019 обновил свой личный рекорд на полумарафоне в Стамбуле, пробежав его за 1 час 4 минуты и 17 секунд.
В 2020 году он второй раз завоевал серебряную медаль на Загребском полумарафоне.
23 февраля 2021 года он участвовал в Севильском марафоне, где смог превзойти олимпийский норматив. Результат Агралы составил 2 часа 10 минут и 41 секунда. Затем он тренировался в течение 130 дней в Эфиопии и, по возвращении в Турцию, отправился в свой родной город Бингёль. Турецкая федерация легкой атлетики включила его в состав сборной Турции для участия на летних Олимпийских играх 2020 года в Токио.